# الدر (واشنگتون)
الدر، واشینگتن (به انگلیسی: Alder, Washington) یک منطقهٔ مسکونی در ایالات متحده آمریکا است که در ایالت واشینگتن واقع شده‌است.

## خصوصیات
الدر ۲۲۷ نفر جمعیت دارد و ۳۷۷٫۰۴ متر بالاتر از سطح دریا واقع شده‌است.